# 주한 이라크 대사관
주한 이라크 대사관(아랍어: سفارة جمهورية العراق في سيؤول)은 대한민국 서울특별시 용산구 동빙고동 1-94에 위치하고 있는 이라크 대사관이다.

## 역사
이라크는 1981년 4월 15일에 대한민국과 영사급 외교 관계를 수립했다. 1981년 6월 29일에는 이라크 정부가 대한민국 서울에 주한 이라크 총영사관을 설립했다. 1989년 7월 9일에 이라크와 대한민국 간의 외교 관계가 대사급으로 격상되면서 양국 주재 외교 공관도 대사관으로 격상되었다.
이라크 정부는 1994년 5월 23일에 걸프 전쟁, 이라크에 대한 국제 사회의 제재에 따른 경제 상황 악화로 인하여 대한민국 주재 대사관을 폐쇄했고 한동안 주일본 이라크 대사관에서 대한민국과 관련된 외교 임무를 겸임했다. 그러다가 2006년 11월에 이라크 정부가 대한민국 서울에 위치한 한 호텔에서 임시 사무소를 설립하고 외교관을 파견하면서 대사관 재개관을 준비하고 있다는 사실이 확인되었고 2007년에는 이라크 정부가 주한 이라크 대사관의 운영을 재개했다.

## 주요 업무
주요 업무는 대한민국 정부와의 외교·교섭, 투자 유치 활동, 대한민국 거주 이라크 국민의 보호 육성, 외교 정책 홍보, 문화, 학술, 체육 협력, 여권, 입국 사증 발급 및 영사 확인 업무 등이다. 대한민국 국민이 이라크에 입국하려면 사증을 발급받아야 한다. 하지만 대한민국 정부에서는 이라크를 《여권법》에 따른 여행 금지 국가로 지정하고 있는데 대한민국 국민이 대한민국 외교부 장관의 예외적 여권 사용 허가 없이 이라크를 방문하면 1년 이하의 징역 또는 1천만원 이하의 벌금에 처해진다.

## 같이 보기
- 대한민국-이라크 관계
- 주이라크 대한민국 대사관
- 이라크의 재외공관 목록
- 대한민국 주재 외국공관 목록